# Операция «Дварка»
Операция «Дварка», также известная как Операция «Сомнатх» (7 сентября 1965) — набеговая операция пакистанского флота на западноиндийское побережье во время второй индо-пакистанской войны.

## Предыстория
Во время войны силы обеих сторон вели тяжёлые бои на сухопутном фронте. Чтобы ослабить давление на южном фронте, Пакистан решил использовать флот для отвлечения индийских сил. В качестве цели был выбран небольшой город Дварка, так как он находился всего в 200 км от главной базы пакистанского флота — Карачи. Это была первая операция пакистанского флота в этой войне.

## Цели операции
Основные цели рейда были следующие:
- Спровоцировать индийские корабли на выход из Бомбея, чтобы сделать их уязвимыми для атаки пакистанской подводной лодки «Гази»
- Уничтожить радар в Дварке
- Оттянуть индийские ВВС на юг

## Пакистанские силы
В операции приняли участие семь кораблей пакистанского флота:
- «Бабур»
- «Хайбер»
- «Бадр»
- «Джахангир»
- «Аламгир»
- «Шах Джахан»
- «Типу Султан»

В случае выхода индийских кораблей из Бомбея их должна была атаковать скрывающаяся в Аравийском море подводная лодка «Гази».

## Ход операции
В 23:55 пакистанские корабли начали обстрел Дварки, продолжавшийся около 20 минут. Каждый из кораблей сделал около 50 выстрелов. Согласно индийским данным, основная часть снарядов упала между храмом Сомнатх и железнодорожной станцией. Был серьёзно поражён ряд зданий, а пожар на цементном заводе был хорошо виден с находящихся в 20 км оттуда пакистанских кораблей. Находящийся в Дварке радар также получил существенные повреждения.

## Итоги и последствия
Из-за повреждения радара в Дварке индийские ВВС были вынуждены прекратить налёты на Карачи, однако другая цель набега — провоцирование выхода индийского флота из Бомбея — достигнута не была: основные боевые корабли Индийского флота находились либо у Восточного побережья, либо южнее, в Кочи, а те, что были в Бомбее, ремонтировались.
Пакистан заявил, что операция имела большое значение, и Пакистанский флот с тех пор отмечает 8 сентября как праздник. Тем не менее большинство военных историков считает рейд на Дварку не более чем символическим набегом.
В 1998 году в Пакистане был снят фильм «Операция Дварка, 1965».